# Spilt Milk
"Spilt Milk" es el undécimo episodio de la segunda temporada de la serie de televisión antalógica American Horror Story. El episodio, escrito por el cocreador de la serie Brad Falchuk y dirigido por Alfonso Gomez-Rejon, salió al aire el 9 de enero de 2013. Este episodio tiene clasificación TV-MA (LSV).
En el episodio, Lana (Sarah Paulson) logra escapar del asilo y revelar a todo el mundo sus abusos y malos tratos, incluidos los del Dr. Thredson (Zachary Quinto). Kit (Evan Peters) y Grace (Lizzie Brocheré) tienen la posibilidad de salir del manicomio, pero reciben una sorpresa en casa. Judy (Jessica Lange) le promete al monseñor Howard (Joseph Fiennes) que pronto llegará su ruina y la del asilo.

## Trama
En 2012, Johnny se sienta en el departamento del Dr. Thredson esperando a una prostituta llamada Pandora. Como esta prostituta dio a luz tres semanas antes, Johnny mama de su pecho. Johnny ataca a Pandora cuando ella bromea diciéndole que tiene "mommy issues".
El Dr. Thredson saca a Kit de su celda para llevarlo a visitar a Grace y su hijo recién nacido en la sala de estar. Kit le pregunta a Grace qué recuerda de su abducción extraterrestre y ella recuerda el doloroso proceso en el que los seres extraterrestres colocan el bebé dentro de ella. El bebé había crecido rápidamente dentro de ella ya que el tiempo transcurre de manera diferente para los alienígenas. Kit cree que Alma está muerta y le propone matrimonio a Grace. Monseñor Timothy Howard toma al bebé en adopción.
La madre superior Claudia saca a escondidas a Lana de Briarcliff. Lana le dice a Judy que volverá por ella. Thredson nota que Lana se va con su confesión grabada.
Lana le da la cinta a la policía y luego va a la casa de Thredson. Después de que Thredson señala que es poco probable que reciba la pena de muerte, Lana lo mata a tiros. 
Kit está siendo liberado cuando se confirma que Thredson es Bloody Face, en lugar de él. Chantajea al monseñor para que le devuelva al bebé y libere a Grace. Llega a casa con Grace y el bebé, donde encuentra a Alma con un bebé, engendrado por Kit.
Lana visita a una mujer para que le practiquen un aborto. Antes de que la mujer comience, Lana piensa en todo lo que ha presenciado y detiene el procedimiento, ya que sufre de trastorno de estrés postraumático. Unos meses más tarde, Lana lleva a los detectives a recuperar a Judy, pero Timothy les dice que Judy se ha suicidado. Sin embargo, Judy realmente está viva.
Lana da a luz a un niño.

## Recepción
"Spilt Milk" fue visto por 2,51 millones de espectadores y recibió una calificación de 1,5 para adultos de 18 a 49 años, más alta que el episodio emitido anteriormente.
Rotten Tomatoes informa un índice de aprobación del 88%, según 17 reseñas. El consenso crítico dice: ""Spilt Milk" ofrece tramas frescas y atractivas, conmociones tremendamente locas y una resolución casi feliz". Emily VanDerWerff de The A.V. Club pensó que el episodio "tiene muchas cosas que van sucediendo, pero no mucho en cuanto a la acción o el impulso de la trama. Es casi como si la serie llegara a su desenlace dos episodios antes, y ahora, no está segura de qué dirección tomar." Agregó: "Aún así es un episodio realmente extraño, particularmente para Brad Falchuk, quien generalmente es bastante bueno para llevar las cosas a un crescendo. En cambio, 'Spilt Milk' se mueve de maneras extrañas e irregulares". Geoff Berkshire de Zap2it declaró: "Es genial ver que el programa se pone en marcha y ofrece una hora tan elegante, emocionante y sorprendente como 'Spilt Milk'. El director Alfonso Gomez-Rejon y el escritor Brad Falchuk realmente se superaron con este episodio".